# Sanko Sider
Sanko Sider, é uma empresa brasileira fornecedora de tubulações constituída em 1996. Atua no mercado de tubos, conexões e flanges, na área de óleo e gás. A central de operações com área superior a 32.000 m² é localizada às margens da Via Dutra, no bairro da Vila Maria, em São Paulo.

## Produtos
- Tubos de aço-carbono com costura de seção circular, quadrada, retangular e especiais para fins industriais. (NBR 6591)[2]
- Tubos de aço-carbono para uso comum na condução de fluidos. (NBR 5580)[2]
- Tubos de aço com e sem costura[2]
- Tubos de aço com ou sem costura para condução de produtos petrolíferos e outros fins (API 5L/line/PSL1)[2]
- Tubos de aço com ou sem costura para condução de produtos petrolíferos e outros fins (API 5L/line Pipe/PSL2)[2]
- Tubos de aço com ou sem costura para condução de fluídos e outros fins (ASTM A-53)[2]
- Tubos de aço sem costura para serviços a alta temperatura (ASTM A-106-Para alta temperatura)[2]
- Tubos de aço sem costura para serviços a baixa temperatura (ASTM A-333-Para baixa temperatura)[2]
- Tubos de aço sem costura para serviços a alta temperatura (ASTM A-335-Para alta temperatura)[2]
- Normas técnicas para tubos com costura[2]
- Tubos de aço com costura para serviços de troca térmica (ASTM A-178 / ASTM A-214)[2]
- Tubos de aço sem costura para serviços de troca térmica (ASTM A-450 / DIN 2448)[2]
- Tubos troca térmica (ASTM A-450)[2]
- Eletroduto de aço galvanizado NBR-5597(EB-341) / NBR-5598(EB-342) / En10225(DIN2440)[2]
- Tubos de aço carbono sem costura com alto teor de manganês para construções mecânicas (ST 52)[2]
- Tubos de Ferro Dúctil[2]

## Corrupção na Petrobras

### CPI da Petrobras
O dono da Sanko-Sider, Márcio Andrade Bonilho, afirmou em 27 de novembro de 2014, em depoimento na CPI da Petrobras, que doze contratos firmados por sua empresa com fornecedores da estatal foram intermediados pelo doleiro Alberto Youssef. De acordo com Márcio, os pagamentos de R$ 37 milhões ao doleiro foram de “comissão” pela intermediação desses negócios, inicialmente chegou a falar em R$ 33 milhões e negou que tenha havido superfaturamento no fornecimento de produtos ao consórcio CNCC, liderado pela Camargo Corrêa, que realiza obras na refinaria Abreu e Lima, em Pernambuco.
Bonilho disse ter recebido R$ 198 milhões do consórcio liderado pela empreiteira Camargo Corrêa e que o lucro líquido de sua empresa seria entre 6% e 8%, com pagamento de comissões de 10% a 15% a Youssef. Na CPI, contou ter firmado um contrato com Paulo Roberto Costa depois que ele tinha deixado a diretoria da Petrobras. O contrato, feito por meio da consultoria Costa Global, durou 4 meses e foram feitos repasses de R$ 10 mil mensais. Segundo Bonilho, Costa procurava fornecedores para que ele representasse no Brasil, mas afirmou que nenhum negócio se concretizou e a parceria foi encerrada.

## Condenação do sócio-fundador
Márcio Andrade Bonilho, da Sanko-Sider, foi condenado a 11 anos e 6 meses de reclusão, com início da pena em regime fechado, pelos crimes de lavagem de dinheiro e organização criminosa.